# Liberi sognatori
Liberi sognatori è una serie di quattro film per la televisione indipendenti che raccontano le storie delle vittime di mafia Libero Grassi, Mario Francese, Emanuela Loi e Renata Fonte. Sono trasmessi in prima visione da Canale 5 dal 14 gennaio al 4 febbraio 2018.

## Film TV
| nº | Titolo                                 | Prima TV Italia |
| -- | -------------------------------------- | --------------- |
| 1  | A testa alta - Libero Grassi           | 14 gennaio 2018 |
| 2  | Delitto di mafia - Mario Francese      | 21 gennaio 2018 |
| 3  | La scorta di Borsellino - Emanuela Loi | 28 gennaio 2018 |
| 4  | Una donna contro tutti - Renata Fonte  | 4 febbraio 2018 |

### A testa alta - Libero Grassi
- Diretto da: Graziano Diana
- Scritto da: Pietro Valsecchi e Graziano Diana

1990. L'imprenditore tessile Libero Grassi si trasferisce con la sua fabbrica, la SIGMA, in un quartiere di Palermo controllato dai famigliari di Francesco Madonia, boss di Resuttana che si trova rinchiuso all'Ucciardone. Dopo aver rifiutato con fermezza di pagare il pizzo al clan, riceve diverse minacce e viene ostacolato in ogni modo. Nonostante ciò Grassi non si ferma: denuncia pubblicamente le pressioni sul Giornale di Sicilia (10 gennaio 1991) e in tv da Michele Santoro a Samarcanda (11 aprile) dopo aver fatto arrestare i fratelli Avitabile, due estorsori del clan (19 marzo). Dopo il successo mediatico Grassi organizza un convegno ma su 2000 invitati si presentano pochissime persone tra cui qualche studente. La stessa Sicindustria gli volta le spalle e solo la Confesercenti palermitana lo sostiene. Rifiutata la scorta personale, la mattina del 29 agosto mentre si reca a piedi al lavoro "Salvino" Madonia, figlio del boss, lo uccide sotto casa con quattro colpi di pistola. Una grande folla prende parte al suo funerale e il figlio Davide sorprende tutti alzando le dita in segno di vittoria mentre porta la bara del padre. Nell'ottobre del 1993 vengono arrestati il killer Madonia e il suo complice Marco Favaloro che in seguito si pente e contribuisce alla ricostruzione dell'agguato.
- Interpreti: Giorgio Tirabassi (Libero Grassi), Michela Cescon (Pina Maisano Grassi), Diane Fleri (Alice Grassi), Carlo Calderone (Davide Grassi), Gaetano Aronica (Ragioniere), Maurizio Marchetti (Stefano Bonadie), Ninni Bruschetta (Nino), Valentina D'Agostino (Concetta), Jacopo Cavallaro (Salvatore Madonia), Bruno Torrisi (Prefetto), Alessandro Rugnone (Commissario), Fulvio D'Angelo (Francesco Madonia), Fiodor Passeo (Marco Favaloro)
- Ascolti: telespettatori 3.884.000 – share 16,1%[1]

### Delitto di mafia - Mario Francese
- Diretto da: Michele Alhaique
- Scritto da: Claudio Fava e Pietro Valsecchi

Palermo, 26 gennaio 1979. Mario Francese, giornalista che scrive di mafia, viene ucciso sotto casa mentre il figlio Giuseppe di 12 anni lo sta aspettando per fargli leggere il suo primo articolo. 

20 anni dopo. Giuseppe, diventato archivista in Regione, riceve una strana chiamata e una lettera sul motivo dell’uccisione di suo padre: incontra così il vecchio mafioso Domenico Di Marco che gli racconta che il padre dava fastidio al corleonese Totò Riina. Inizia così a rileggersi gli articoli del padre e, insieme al fratello Giulio, chiede che venga riaperta l’indagine ma per questo servono nuovi elementi. Mario Francese stava indagando sui ricchi appalti per la diga della valle del Belice e aveva scoperto che la ditta che si stava comprando quei terreni apparteneva per mezzo di un prestanome a Riina. Diventato scomodo con i suoi articoli, iniziò a ricevere delle minacce e il direttore lo voleva trasferire alle cronache regionali ma lui insistette e capì che il colonnello Russo era stato ucciso (20 agosto 1977) dopo aver scoperto che la Regione avrebbe espropriato i terreni a Riina a un prezzo 16 volte maggiore rispetto al prezzo d’acquisto; inoltre un informatore gli avrebbe mostrato una foto che ritraeva il capo di Cosa Nostra con il suo editore. Nel corso delle sue indagini personali Giuseppe scopre il fatto della foto e l’ex giornalista Miccichè gli confessa di aver insistito invano per fare incontrare il padre con i suoi “amici” boss Stefano Bontate e Mimmo Teresi solo per metterlo in guardia dai corleonesi. Giuseppe viene anche a sapere dal fratello che sia Russo che il padre sono stati uccisi con la stessa arma. Il PM valuta positivamente le loro indagini personali avvalorate dalle dichiarazioni di pentiti dal calibro di Gaspare Mutolo, Giovanni Brusca e Totuccio Contorno e ha così inizio il processo: l’esecutore materiale dell’omicidio Francese sarebbe stato Leoluca Bagarella, cognato di Riina nonché fratello di Ninetta che il giornalista aveva osato intervistare facendo infuriare il boss. Nel 2002 Giuseppe Francese si suiciderà.
- Interpreti: Marco Bocci (Giuseppe Francese), Claudio Gioè (Mario Francese), Romina Mondello (Maria Francese), Orlando Cinque (Giulio Francese), Luigi Maria Burruano (Domenico Di Marco), Pierluigi Misasi (Direttore), Sergio Albelli (Giuseppe Russo), Lidia Vitale (PM), Nino Prester (Gaspare Mutolo), Pietro Biondi (giudice), Claudia Gusmano (Ninetta Bagarella), Fabrizio Romano (Lino), Santo Bellina (Miccichè), Paolo Giovannucci (Peppino), Domenico Fortunato (Boris Giuliano), Antonio Alveario (Salvo Lima), Ferdinando Gattuccio (prof. Filippo Costa)
- Ascolti: telespettatori 3.052.000 – share 12,8%[2]

### La scorta di Borsellino - Emanuela Loi
- Diretto da: Stefano Mordini
- Scritto da: Pietro Valsecchi e Graziano Diana

Cagliari, estate 1989. Emanuela Loi, ragazza di 21 anni che vuole fare l'insegnante, entra in polizia seguendo l'aspirazione della sorella Claudia che non era stata ammessa. Due anni dopo viene trasferita al commissariato Libertà di Palermo e viene messa di piantone all'ospedale civico a sorvegliare il boss Francesco Madonia. Affascinata dal lavoro delle scorte, ha modo di conoscere Antonio Montinaro (capo-scorta del giudice Giovanni Falcone) e fa amicizia con le due colleghe e compagne di stanza Maria Rita e Speranza. 

Palermo, 23 maggio 1992. Nell'attentato di Capaci oltre a Falcone e alla moglie perdono la vita anche gli agenti Schifani, Dicillo e proprio Montinaro. Emanuela è sconvolta ma si fa forza e si metta a disposizione per fare l'agente di scorta. 

Roma, 30 maggio. Un agente dei servizi segreti tranquillizza un uomo di Totò Riina sul fatto che Paolo Borsellino non prenderà il posto di Falcone alla Superprocura. Vista l'emergenza la Loi viene subito chiamata a fare la scorta a La Barbera. Un pomeriggio mentre passeggia sulla spiaggia insieme alla sorella aiuta Agostino Catalano, capo-scorta di Borsellino, a rianimare un bambino. Quando lei arresta il nipote di Madonia è proprio Catalano a chiedere al maresciallo Giannalia di assegnarla come scorta al magistrato. A Roma intanto si decide di uccidere anche Borsellino. La Loi si inserisce in fretta nel nuovo gruppo e impressiona per la sua grinta. 

19 luglio. Borsellino e cinque agenti della sua scorta tra cui la Loi e Catalano perdono la vita nella Strage di via D'Amelio.
- Interpreti: Greta Scarano (Emanuela Loi), Riccardo Scamarcio (Antonio Montinaro), Lorenza Indovina (Berta Loi), Ivana Lotito (Claudia Loi), Pierfrancesco Poggi (Virgilio Loi), Fabrizio Ferracane (Paolo Borsellino), Vincenzo Crivello (Gaetano Lo Re), Pierluigi Corallo (Agostino Catalano), Alice Attala (Maria Rita), Aurora Peres (Speranza), Alex Scala (Claudio Traina), Stefano Santospago (agente servizi segreti), Simone Colombari (superiore), Angelo Libri (maresciallo Giannalia), Alessio Caruso (uomo di Totò Riina)
- Ascolti: telespettatori 3.460.000 – share 14,3%[3]

### Una donna contro tutti - Renata Fonte
- Diretto da: Fabio Mollo
- Scritto da: Pietro Valsecchi e Monica Zapelli

Nardò, 1982. Alle elezioni comunali Renata Fonte è candidata per il Partito Repubblicano Italiano e al riconteggio dei voti supera il collega di partito Antonio Spagnolo che si stava spendendo molto per la costruzione di un villaggio turistico nell'area del parco di Porto Selvaggio. Viene nominata assessore alla cultura ed alla pubblica istruzione e come membro della commissione urbanistica si mette di traverso alla realizzazione del villaggio facendo bloccare le concessioni edilizie. Per i suoi no viene redarguita dal partito, gli operai delle ditte bloccate iniziano a scioperare sotto il Comune e inizia ad essere intimidita (Spagnolo si è rivolto al pescivendolo Mario Cesari che a sua volta assolda Giuseppe "Pippi" Durante e Marcello My). Una sera salva una ragazza di nome Rosetta dall'aggressione del suo fidanzato Pippi e la porta in ospedale ma non riesce a farle fare la denuncia perché se ne va prima dell'arrivo del commissario Gerardi. Attilio, marito di Renata, decide di accettare un'offerta di lavoro dal Belgio. 

31 marzo 1984. Finito il consiglio comunale a tarda sera la Fonte viene ammazzata sotto casa da Durante. A rivendicare l'omicidio sono però le Brigate Rosse ma Gerardi segue un'altra pista e, interrogando un consigliere che abita vicino a Renata, risale all'auto utilizzata da Durante e My ovvero quella di Rosetta. Questi ultimi due confessano e così il commissario arriva a Cesari e poi a Spagnolo ma le accuse a suo carico sono deboli poiché non vi è traccia dei soldi dati al pescivendolo e ai killer. Lui come primo dei non eletti subentra a Renata e la sostituisce anche come assessore e membro della commissione ma la bellezza di Porto Selvaggio rimarrà intatta perché il villaggio non verrà mai costruito.
- Interpreti: Cristiana Capotondi (Renata Fonte), Peppino Mazzotta (Rocco Gerardi), Marco Leonardi (Antonio Spagnolo), Anna Ferruzzo (madre di Renata), Giorgio Marchesi (Attilio Matrangola), Augusto Zucchi (imprenditore), Michele De Virgilio (assessore), Paolo De Vita (dirigente PRI), Giulio Beranek (Giuseppe Durante), Angela Curri (Rosetta Conte), Mimmo Mancini (sindaco Benedetto Leuzzi), Alessio Praticò (assessore Roberto Minervini), Gianni Lillo (consigliere), Max Mazzotta (Mario Cesari), Michele Morrone (Marcello My), Carolina Signore (Sabrina, figlia di Renata), Naike Anna Silipo (amica di Renata), Paolo De Giorgio (poliziotto)
- Ascolti: telespettatori 2.740.000 – share 12%[4]